# NGC 3356
NGC 3356 (również PGC 32021 lub UGC 5852) – galaktyka spiralna (Sbc), znajdująca się w gwiazdozbiorze Lwa. Odkrył ją William Herschel 17 kwietnia 1784 roku.